# Charles Kaboré
Charles Kaboré (Bobo-Dioulasso, 9 februari 1988) is een Burkinese voetballer (middenvelder). Hij speelde tussen 2008 en 2013 voor de Franse eersteklasser Olympique Marseille. Op 21 februari 2013 tekende hij een 4,5-jarig contract bij het Russische Kuban Krasnodar.
Kaboré speelde sinds 2006 reeds tien wedstrijden voor de Burkinese nationale ploeg, daarin kon hij één doelpunt scoren.

## Carrière
- 2003-2004: AS SONABEL Ouagadougou (jeugd)
- 2004-2007: Étoile Filante Ouagadougou (jeugd)
- 2007-2008: FC Libourne-Saint-Seurin
  - 2008: Olympique Marseille (op huurbasis)
- 2008-2013: Olympique Marseille
- 2013-nu: Kuban Krasnodar